# Iosactis vagabunda
Iosactis vagabunda is een zeeanemonensoort uit de familie Iosactiidae.
Iosactis vagabunda is voor het eerst wetenschappelijk beschreven door Riemann-Zürneck in 1997.